# Exploration de Vénus

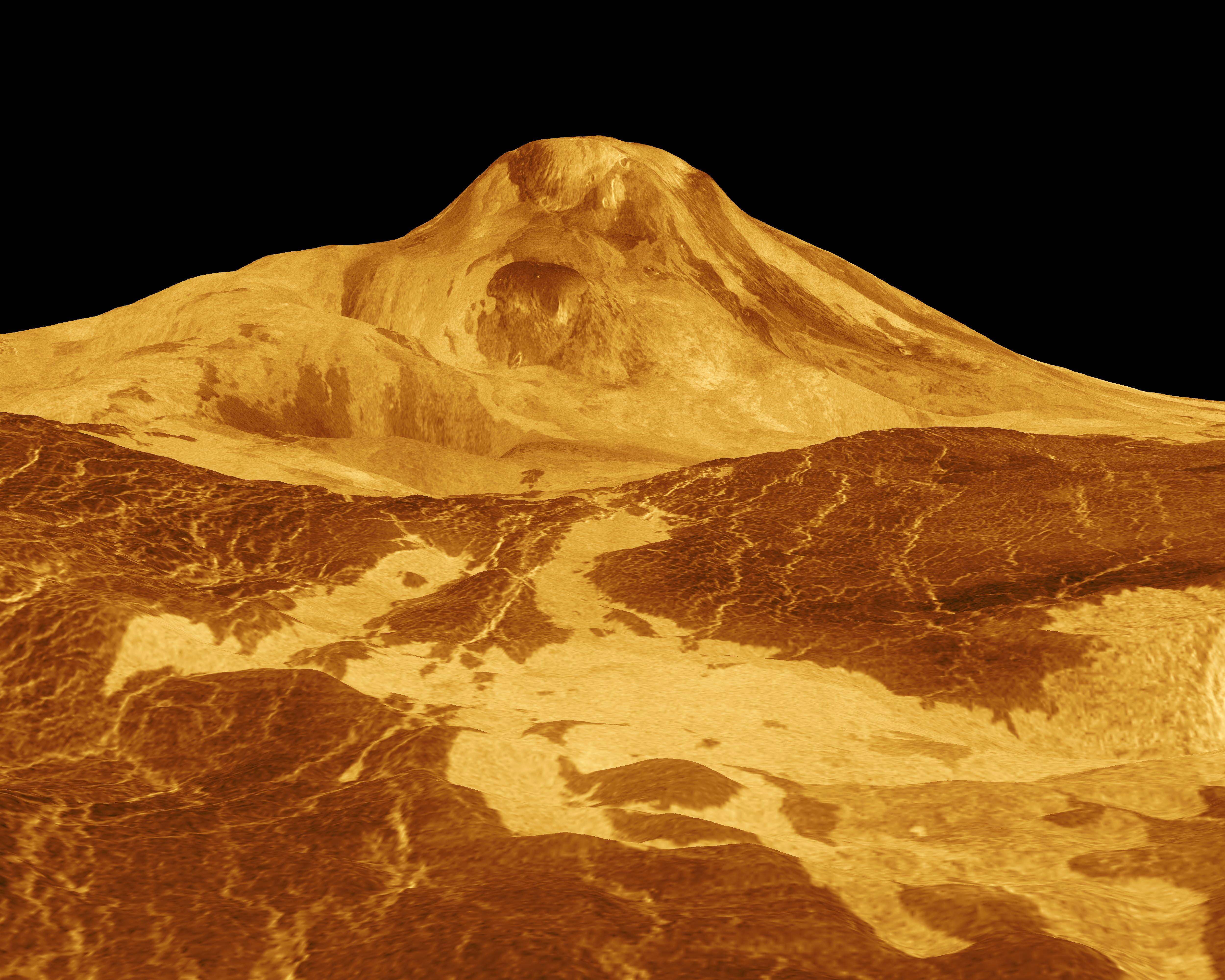
Maat Mons, qui s'élève à environ 8 km au-dessus du niveau moyen de la planète, représenté ici en fausses couleurs, est reconstitué à partir des données radar de la sonde spatiale Magellan (l'échelle verticale est exagérée de 22,5 fois sur cette image).

L’exploration de Vénus à l'aide de sondes spatiales démarre dès le début de l'ère spatiale. À l'époque, les caractéristiques de la planète Vénus, cachée derrière un épais manteau de nuages, sont très mal connues au point que certains spéculent sur l'existence de conditions à sa surface proches de celle de la Terre. La NASA réussit un premier survol en 1962 avec la mission américaine Mariner 2 qui dévoile un monde particulièrement hostile : vents violents, atmosphère acide, températures et pression atmosphérique particulièrement élevées à la surface, absence de champ magnétique protecteur.
L'Union soviétique va par la suite jouer un rôle essentiel dans l'étude de Vénus en lançant une trentaine de missions dans le cadre du programme Venera. Celles-ci vont progressivement dévoiler la structure de l'atmosphère et certaines caractéristiques du sol vénusien. Venera 7 parvient pour la première fois à renvoyer des données de la surface de la planète en 1970. L'atmosphère est explorée avec des ballons et une première carte des reliefs est dressée avec un radar. Les deux sondes du programme Vega lancées en 1985 constituent la dernière participation de l'Union soviétique dont le programme d'exploration du système solaire s'étiole à cette époque. La NASA lance deux missions réussies Pioneer Venus (1978) et Magellan (1989) mais préfère par la suite se concentrer sur l'exploration de la planète Mars. Depuis, l'agence spatiale européenne avec sa sonde spatiale Venus Express de type orbiteur lancée en 2006 a mené à bien une mission entièrement consacrée à la planète. Le Japon a lancé la sonde spatiale Akatsuki en 2010 mais celle-ci n'a pu se placer en orbite comme prévu, une deuxième tentative a cependant réussi fin 2015.
En plus de ces projets dont Vénus est le principal objectif, il faut ajouter les nombreuses sondes spatiales qui utilisent la planète Vénus pour effectuer une manœuvre d'assistance gravitationnelle en raison de sa relative facilité d'accès depuis la Terre. Que leur objectif soit de se rapprocher encore plus du Soleil ou de s'en éloigner, les instruments de ces sondes spatiales sont parfois utilisés lors du survol pour collecter des données sur Vénus.
Après trois décennies d'absence, début 2021, la NASA sélectionne deux missions à coût modéré dont le lancement vers Vénus doit intervenir vers 2029 : VERITAS une mission de cartographie radar et DAVINCI une sonde atmosphérique qui doit analyser la composition de l'atmosphère de la planète Vénus. Enfin, l'ESA sélectionne la mission EnVision, un orbiteur qui apportera des informations cruciales sur l'histoire géologique à long terme de la planète grâce à l'imagerie radar, les mesures de polarimétrie, de radiométrie et la spectroscopie de surface, associées à des sondages de subsurface, une suite d'instruments pour l'étude de l'atmosphère, et une cartographie gravimétrique.

## La planète Vénus avant l'ère spatiale
Pour un article plus général, voir Vénus (planète).
Vénus est une planète aux caractéristiques très proches de la Terre par sa taille et sa distance au Soleil. Elle exerce depuis l'Antiquité une fascination sur les grandes civilisations notamment parce qu'elle constitue l'astre le plus visible dans le ciel après le Soleil et la Lune. Mais à la fin des années 1950, c'est-à-dire au début de l'ère spatiale, les scientifiques disposent de peu d'informations sur cette planète notamment parce que sa surface est en permanence masquée par une couche de nuages opaques. C'est justement à cette époque que les astronomes commencent à utiliser de nouveaux moyens d'investigation — radar, télescopes observant dans l'ultraviolet et l'infrarouge — qui leur permettent de commencer à percer les mystères de la planète. Les données recueillies indiquent que la surface de Vénus comporte moins de relief que la Terre. La présence de grandes quantités de dioxyde de carbone dans l'atmosphère vénusienne est constatée tandis que la vapeur d'eau n'est présente qu'à l'état de traces. Selon certains indices, les couches basses de l'atmosphère sont chaudes et denses. Différentes théories sont avancées pour expliquer ces caractéristiques mais aucune ne s'impose. En 1956, la planète est pour la première fois observée dans le spectre des micro-ondes et les scientifiques découvrent que Vénus se comporte comme un corps noir porté à la température de 350 °C. Deux hypothèses sont émises : soit cette température est celle de la surface et le scénario d'une Vénus humide doit être révisé de manière radicale, soit ce résultat ne constitue que la résultante de phénomènes électroniques dans l'ionosphère et ne préjuge pas de la température en surface. En ce qui concerne sa vitesse de rotation, la thèse la plus courante est que la planète, comme on le pensait alors de Mercure, présente toujours la même face au Soleil car comme Mercure elle serait synchronisée avec l'astre par effet de marée. Pas moins de sept scénarios sont envisagés :
- une planète humide, marécageuse et grouillante de vie ;
- une planète chaude avec des océans d'acide carbonique ;
- une planète froide aux caractéristiques proches de celles de la Terre avec des étendues océaniques et une ionosphère dense ;
- une planète chaude, avec des couches de nuages de vapeur d'eau épaisses, des pluies continues ;
- une planète froide aux pôles avec des calottes polaires de 10 km d'épaisseur, chaude à l'équateur avec de l'eau au-dessus de la température d'ébullition ;
- une planète chaude, poussiéreuse, sèche, ventée, couverte de déserts ;
- une planète très chaude avec des températures à l'équateur dépassant le point de fusion du plomb et du zinc, et aux pôles des mers de brome, d'acide butanoïque et de phénol.

L'incertitude sur les caractéristiques de Vénus est telle que les premières sondes spatiales soviétiques emporteront au début des années 1960 un système de flottaison pour le cas où elles se poseraient sur une surface liquide.

## Premiers résultats

### Premières sondes spatiales soviétiques

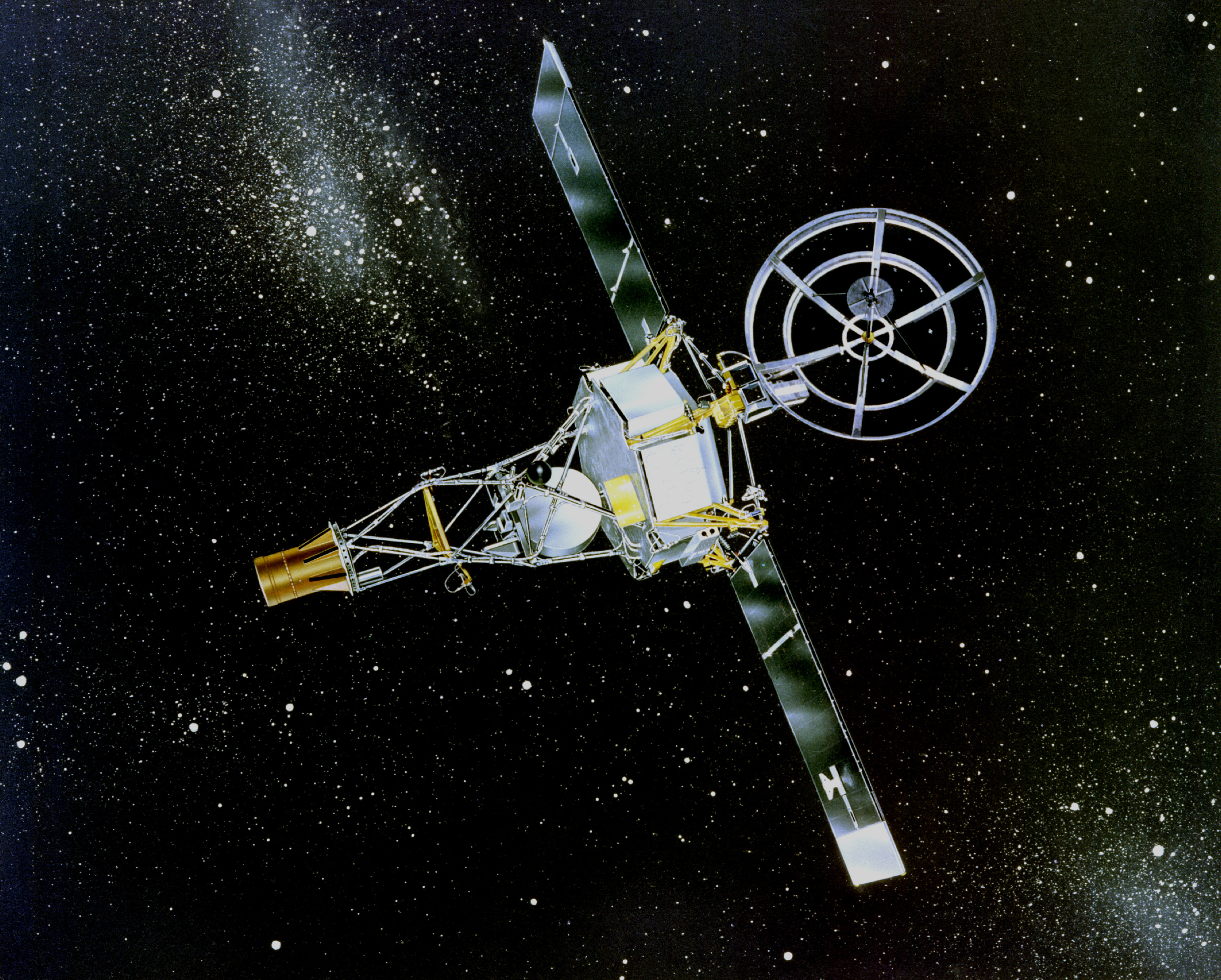
Vue d'artiste de Mariner 2.

En 1958, peu après le lancement de Spoutnik, premier satellite artificiel de la Terre, l'équipe d'ingénieurs soviétiques dirigée par Sergueï Korolev, à l'origine de cette première, définit des plans ambitieux pour explorer le système solaire : une sonde spatiale (modèle 1M) doit être lancée dès août 1958 vers Mars et une autre (modèle 1V) vers Vénus en juin 1959. Ces projets sont stimulés par la course à l'espace à laquelle se livrent les États-Unis et l'Union soviétique pour des raisons plus idéologiques que scientifiques. Toutefois, les difficultés rencontrées par les sondes spatiales envoyées vers la Lune (programme Luna) conduisent à repousser ce calendrier. La première sonde vénusienne est reprogrammée pour 1961 tandis qu'un nouveau lanceur, qui sera baptisé plus tard Molnia, est mis au point pour placer en orbite les sondes interplanétaires. Il comporte deux étages supérieurs dont le dernier est chargé d'injecter les sondes sur leur trajectoire vers Mars et Vénus.
La première sonde spatiale vénusienne soviétique, baptisée 1VA a une masse de 643,5 kg et est dérivée de l'engin soviétique lancé vers Mars la même année. La charge utile scientifique est constituée d'un magnétomètre triaxial, deux variomètres magnétiques, des pièges à ions pour analyser la composition du vent solaire, de détecteurs de micrométéorites et de rayons cosmiques. La sonde est stabilisée trois axes. Elle dispose de quatre panneaux solaires d'environ 1 m2. Le déplacement de Vénus autour du Soleil est à l'époque mal connu : les éphémérides disponibles ne permettent de prévoir la position de la planète qu'avec une précision de 100 000 km. Aussi, les concepteurs choisissent-ils de limiter cette tentative à un simple survol. La sonde spatiale emporte une petite sphère capable de flotter au cas où la sonde parviendrait jusqu'au sol : à l'époque, la présence d'étendues d'eau à la surface n'est pas exclue par certains scientifiques. Le lancement a lieu le 15 janvier 1961 mais la fusée est victime d'une défaillance d'un de ses étages supérieurs. La deuxième tentative de lancement effectuée le 12 février est un succès. La nature de la mission de la sonde baptisée pour l'occasion Venera est révélée au public alors que celle-ci entame son transit vers Vénus. Le réseau d'antennes mis en place par les Soviétiques pour communiquer avec leurs sondes interplanétaires parvient à contacter la sonde à plusieurs reprises mais les problèmes se multiplient à bord de l'engin spatial. Après un dernier échange alors que la sonde se trouve à 1,7 million de km, toutes les tentatives de reprises de contact échouent.

### Mariner 2: premier survol réussi (1962)
Contrairement aux Soviétiques, la NASA ne dispose pas au début des années 1960 de lanceurs très puissants. La mise au point de l'étage Centaur qui doit augmenter fortement les capacités de la fusée Atlas est laborieuse. Aussi, l'agence spatiale américaine doit-elle se rabattre sur l'Atlas équipée d'un étage supérieur Agena qui ne permet de lancer au maximum que 500 kg sur une trajectoire interplanétaire. Une première sonde spatiale, baptisée Mariner 1, est lancée vers Vénus le 22 juillet 1962 mais est perdue lorsque la fusée dévie de sa trajectoire à la suite d'une erreur de programmation. Sa copie, Mariner 2, est lancée à son tour le 27 août vers la même destination. La sonde spatiale a une masse de 202 kg et emporte quinze kilogrammes d'instrumentation scientifique dont deux radiomètres micro-ondes et infrarouge, un magnétomètre et des détecteurs de particules. Le 14 décembre 1962, Mariner 2 survole Vénus et les données collectées par ses instruments mettent fin au mythe d'une planète jumelle de la Terre. La température au sol est estimée à 425 °C, l'épaisse atmosphère vénusienne composée essentiellement de dioxyde de carbone et dépourvue de vapeur d'eau se caractérise par une pression atmosphérique au sol écrasante estimée à vingt fois celle à la surface de la Terre (cette valeur sera multipliée par 4,5 par les sondes spatiales suivantes). Enfin, Vénus est dépourvue de champ magnétique significatif et n'est donc pas protégée du rayonnement stérilisant produit par le vent solaire et des rayons cosmiques d'origine solaire ou galactique.

## Les années 1962 à 1969: étude de l'atmosphère
Le programme soviétique va d'abord d'échec en échec. Pas moins de treize sondes spatiales sont lancées consécutivement entre 1962 et 1967 et aucune d'entre elles ne parvient à collecter des données sur Vénus. La plupart d'entre elles ne parviennent pas à quitter l'orbite terrestre car elles sont victimes de défaillances de leur lanceur. Toutefois en 1965, Korolev, dont les équipes sont accaparées par de multiples projets spatiaux, a décidé de confier le développement des sondes spatiales au bureau d'études Lavotchkine qui va développer une version de la sonde spatiale qui va enfin rencontrer le succès. Les sondes spatiales de type M4V, profitant de la mise au point du lanceur soviétique lourd Proton, sont plus massives et atteignent 1,1 tonne permettant d'emporter un atterrisseur. La première sonde à atteindre Vénus en état de fonctionnement est Venera 4 lancée le 17 juin 1967. La capsule destinée à atterrir est larguée le 18 octobre et plonge dans l'atmosphère. La sonde spatiale transmet des données sur la composition de l'atmosphère vénusienne jusqu'à une altitude de 20 km avant de cesser d'émettre, écrasée par la pression atmosphérique. Les données recueillies par la sonde permettent d'établir que l'atmosphère de Vénus est composée à 90 % de dioxyde de carbone, 7 % d'azote et 0,7 % d'oxygène et que la planète possède un champ magnétique extrêmement faible : 0,03 % de celui de la Terre. La capsule cesse de transmettre des données lorsque la pression atteint 18 bars.
La sonde spatiale américaine Mariner 5 est lancée le 14 juin 1967, soit trois jours avant Venera 4. Ce clone de Mariner 4, initialement destiné à voler vers Mars, ne dispose pas d'atterrisseur mais ses instruments plus sophistiqués que ceux de Mariner 2 vont permettre de préciser certaines caractéristiques de Vénus. Le 19 octobre 1967, elle survole avec succès Vénus et les données qu'elle transmet permettent en particulier de déterminer la pression au sol qui est réévaluée à 100 fois la pression terrestre au niveau de l'océan.
Venera 5 et Venera 6 rééditent en 1969 l'exploit de Venera 4. Les ingénieurs soviétiques ont tenté de construire une capsule plus solide permettant d'atteindre le sol mais ils ne disposent pas de suffisamment de temps pour cela. Les deux capsules recueillent des données durant leur descente dans l'atmosphère et cessent leurs émissions lorsque la pression dépasse cette fois 27 bars. Les analyses effectuées confirment la prépondérance du dioxyde de carbone qui représente 97 % de l'atmosphère.

## Les années 1970: premier atterrissage

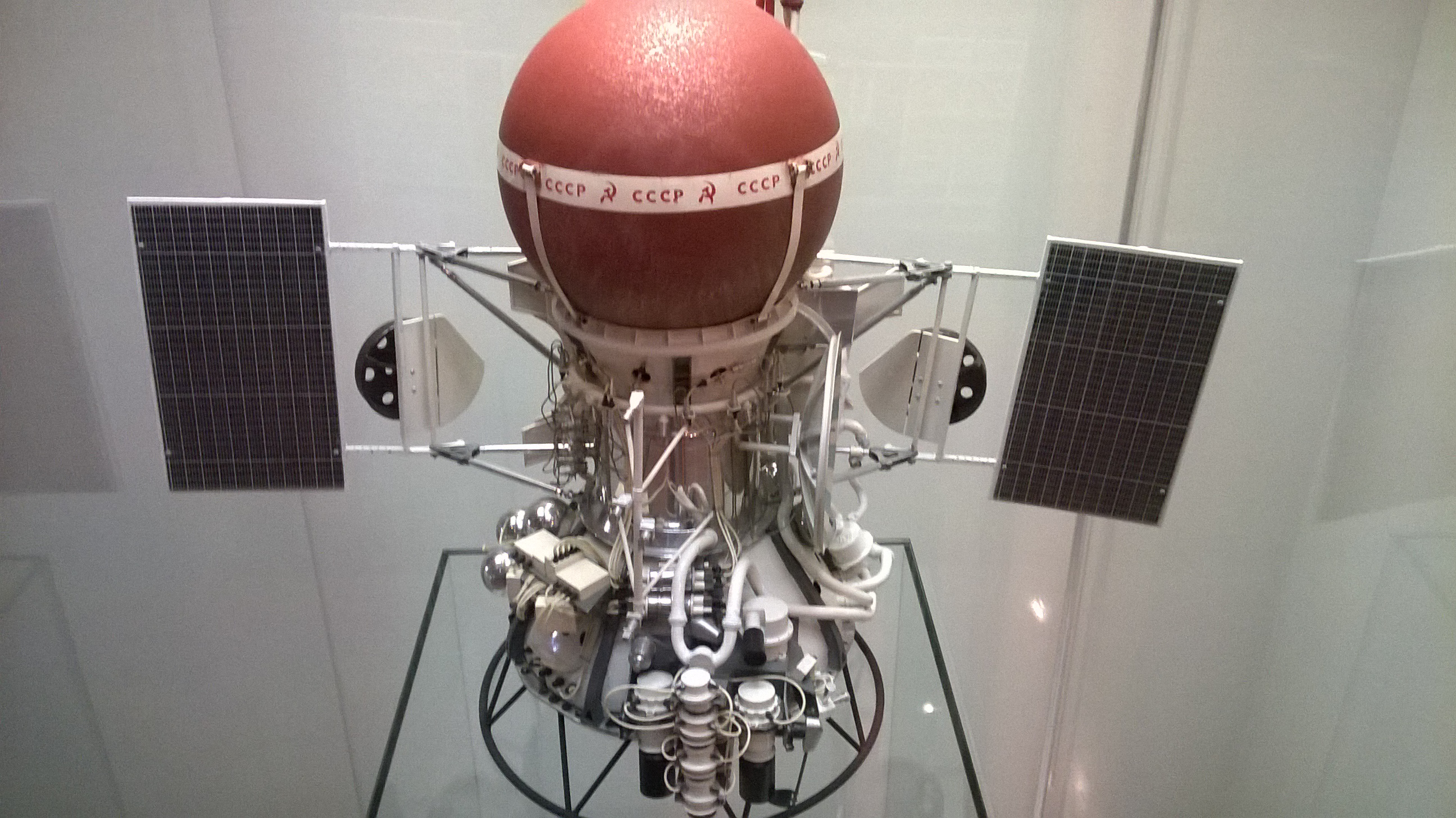
Maquette de Venera 10.

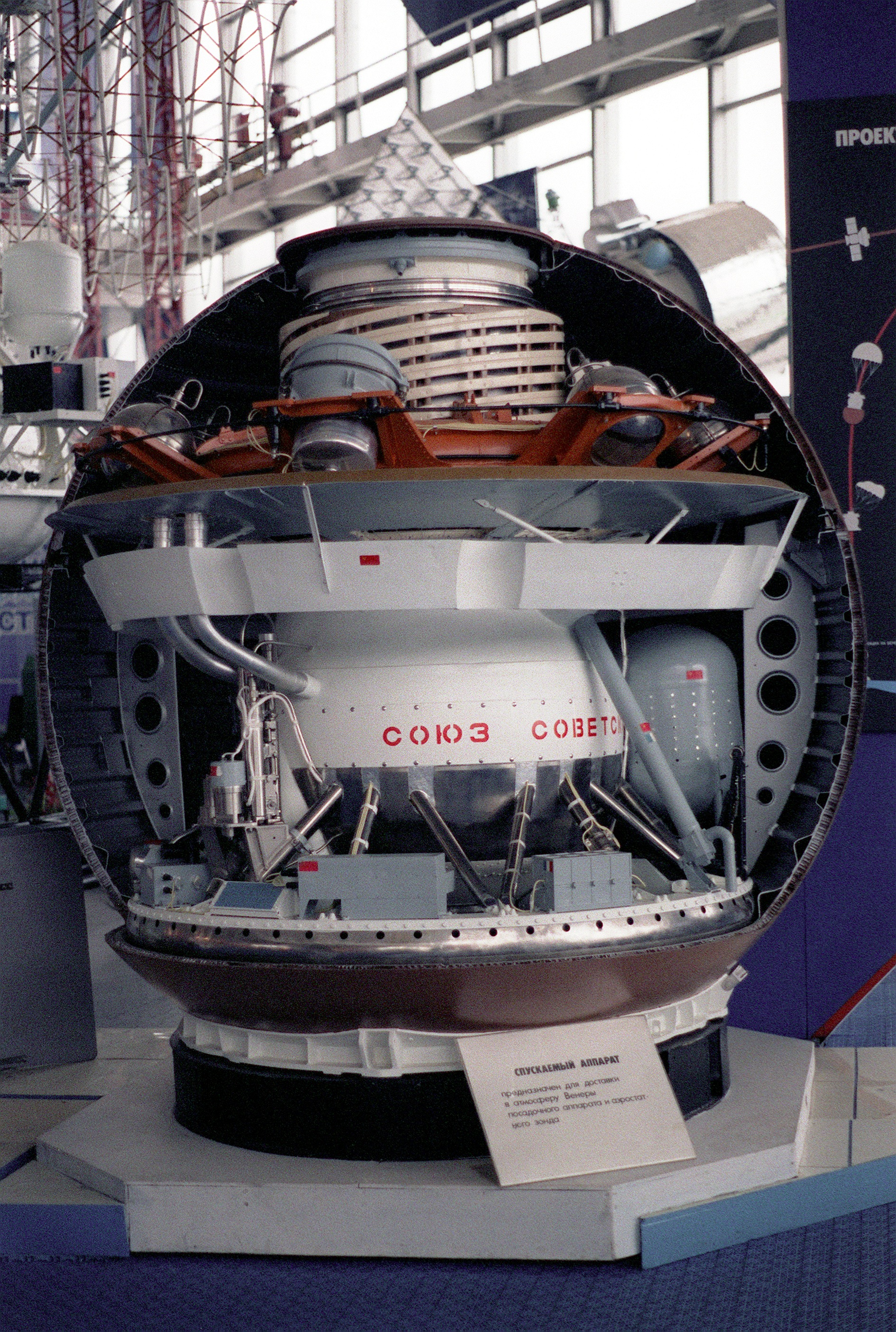
Un atterrisseur Venera à l'intérieur de son bouclier thermique.

En août 1970, lorsque la fenêtre de lancement vers Vénus s'ouvre à nouveau, les ingénieurs soviétiques disposent cette fois d'une capsule capable de résister à 180 bars et à une température de 540 °C. Constituée de deux demi-sphères en titane, elle présente un nombre d'ouvertures plus réduit pour limiter les points faibles. Venera 7 est lancée le 22 août 1970 et arrive aux abords de Vénus le 15 décembre. Le parachute de la sonde ne remplit pas complètement son office et l'atterrisseur heurte le sol à une vitesse de 16,5 m/s. Couchée sur le côté, la capsule émet un signal très faible durant 22 minutes qui ne fournit que la température au sol mesurée à 475 °C. Par reconstitution de la trajectoire, les ingénieurs soviétiques déterminent que la pression au sol est de 90 bars avec une incertitude de plus ou moins 15 bars.
Venera 8 est lancée le 27 mars 1972 et la capsule pénètre dans l’atmosphère de Vénus le 22 juillet. Durant la descente, la vitesse du vent est mesurée à 100 m/s à haute altitude, 50 m/s à 40 km d'altitude et à 1 m/s en dessous de 10 km. La super-rotation en quatre jours de l'atmosphère vénusienne dans le sens rétrograde est confirmée par ces données. La capsule atterrit à la surface de Vénus à une vitesse de 8 m/s après une descente de 55 minutes. Immédiatement après l'atterrissage, la sonde transmet les mesures de température (470 °C) et de pression (93 bars) qui confirment les données fournies par Venera 7. Le spectromètre gamma détecte dans les roches de surface 4 % de potassium, 6,5 ppm de thorium et 2,2 ppm d'uranium ce qui les range plutôt dans la catégorie des granites que des basaltes. Ces mesures seront contredites par celles effectuées par les atterrisseurs suivants. La capsule transmet des données durant 63 minutes après son arrivée au sol avant de cesser d'émettre.
Les soviétiques n'envoient aucune sonde spatiale vers Vénus durant la fenêtre de lancement de 1973 mais pour celle de 1975 ils disposent enfin de la sonde spatiale lourde dont le développement avait été entamé lors de la reprise du programme Venera par le bureau Lavotchkine en 1965. Grâce au recours au lanceur Proton, la nouvelle sonde spatiale est cinq fois plus lourde et sa masse atteint 5 tonnes,. Le premier exemplaire de la nouvelle sonde, baptisé Venera 9, est lancé le 8 janvier 1975. La sonde jumelle, Venera 10 est lancée le 14 juin 1975. Le 20 octobre, deux jours avant l'arrivée, l'atterrisseur est largué et l'orbiteur incline sa trajectoire pour se placer en position d'insertion orbitale avec un changement de vitesse de 247 m/s. Le 22 octobre, Venera 9, arrivée à proximité immédiate de Vénus, utilise sa propulsion principale (delta-v de 963 m/s) pour s'insérer en orbite autour de la planète. Venera 9 est la première sonde spatiale à se placer en orbite autour de la planète Vénus. L'atterrisseur de Venera 9 pénètre dans l'atmosphère de Vénus sous un angle de 20,5° à la vitesse de 10,7 km/s. Il touche le sol le 22 octobre à 5 h 3 TC sur la face éclairée de la planète. Une seule des deux caméras parvient à prendre une photo car l'obturateur de l'autre caméra n'est pas éjecté. L'image en noir et blanc prise par Venera montre un sol plat parsemé de rochers angulaires de formation manifestement récente et peu érodés. Le site d'atterrissage est baigné par une lumière dont l'intensité peut être comparée à celle d'un jour d'été nuageux aux latitudes moyennes sur Terre. La proportion dans le sol de thorium, uranium et potassium mesurée par Venera 9 s'apparente à celle des basaltes terrestres.
Venera 10 suit le même scénario que Venera 9. L'atterrisseur est largué le 23 octobre et l'orbiteur après une première poussée de 242 m/s s'insère en orbite le 25 octobre. L'atterrisseur de Venera 10 pénètre dans l'atmosphère vénusienne en suivant une trajectoire aux caractéristiques très proches de celles de Venera 9. Comme dans le cas de Venera 9, la vitesse verticale au moment de l'atterrissage est de l'ordre de 8 m/s. La température mesurée au sol est de 464 °C tandis que la pression est de 91 bars avec un vent léger de 0,8  à   1,3 m/s. Comme pour son prédécesseur, une seule des deux caméras parvient à prendre une photo en noir et blanc du site d'atterrissage. Le paysage que dévoile cette photo est plus doux avec des roches érodées entre lesquelles s'intercale de la lave ou d'autres roches érodées. Les deux sondes ont apparemment atterri sur les boucliers de volcans jeunes avec une lave dont la composition semble proche des basaltes tholéitiques similaires à ceux produits par les dorsales océaniques.
Les sondes spatiales Venera 11 et 12 sont une version légèrement améliorée de la génération précédente. Venera 11 est lancée le 9 septembre 1978 et son atterrisseur entame sa descente vers le sol vénusien le 25 décembre et atterrit sur la partie éclairée de Vénus à une vitesse estimée à 7  à   8 m/s. L'atterrisseur interrompt la transmission de données au bout de 95 minutes alors que le vaisseau-mère était encore en vue. Durant la descente, le chromatographe analyse neuf échantillons de l'atmosphère entre 49 km d'altitude et la surface en détectant 2,5 % d'azote, 25 à 100 ppm de vapeur d'eau, 40  à   100 ppm d'argon, 130 ppm de dioxyde de soufre, 28 ppm de monoxyde de carbone et moins de 20 ppm d'oxygène moléculaire. À l'arrivée au sol, l'atterrisseur mesure une température de 458 °C et une pression de 91 bars. Mais tous les autres instruments sont victimes de défaillances qui sont mises sur le compte d'une arrivée au sol trop brutale. Venera 12 est lancée le 14 septembre et son atterrisseur entame sa descente vers le sol de Vénus le 17 décembre. Après son arrivée à la surface, il transmet des données jusqu'à ce que son vaisseau-mère passe sous l'horizon et ne puisse plus assurer la retransmission soit durant 110 minutes. Les instruments d'analyse de l'atmosphère fonctionnent normalement mais ceux mis en œuvre au sol sont victimes des mêmes défaillances que ceux de Venera 11. De leur côté, les instruments d'observation des sursauts gamma utilisés par les deux sondes avant et après le survol de Vénus permettent d'identifier 143 sources dont l'origine peut être localisée dans le ciel permettant la constitution d'un premier catalogue recensant ces évènements.

## Portrait de la planète Vénus en 1975
Au milieu des années 1970, les missions soviétiques du programme Venera ont collecté suffisamment de données pour permettre de dresser une image relativement complète de Vénus. L'atmosphère est constituée de 96,5 % de dioxyde de carbone et de 3,5 % d'azote. À la surface, la pression atteint 92 fois celle de la Terre au niveau des océans. Entre les altitudes de 50 et 70 km, on trouve des nuages d'acide sulfurique. Il n'existe que des traces infimes d'eau : 100 parties par million dans l'atmosphère et aucune étendue d'eau libre à la surface. La température en surface est très élevée atteignant 735 kelvin (462 °C). L'ionosphère est comparable à celle de la Terre mais la planète est dépourvue de champ magnétique significatif. Les plateaux et montagnes de Vénus atteignent des altitudes supérieures à ce qu'on trouve sur Terre mais les parties basses n'atteignent qu'un cinquième de la profondeur des abysses terriennes.

## Les sondes spatiales américaines

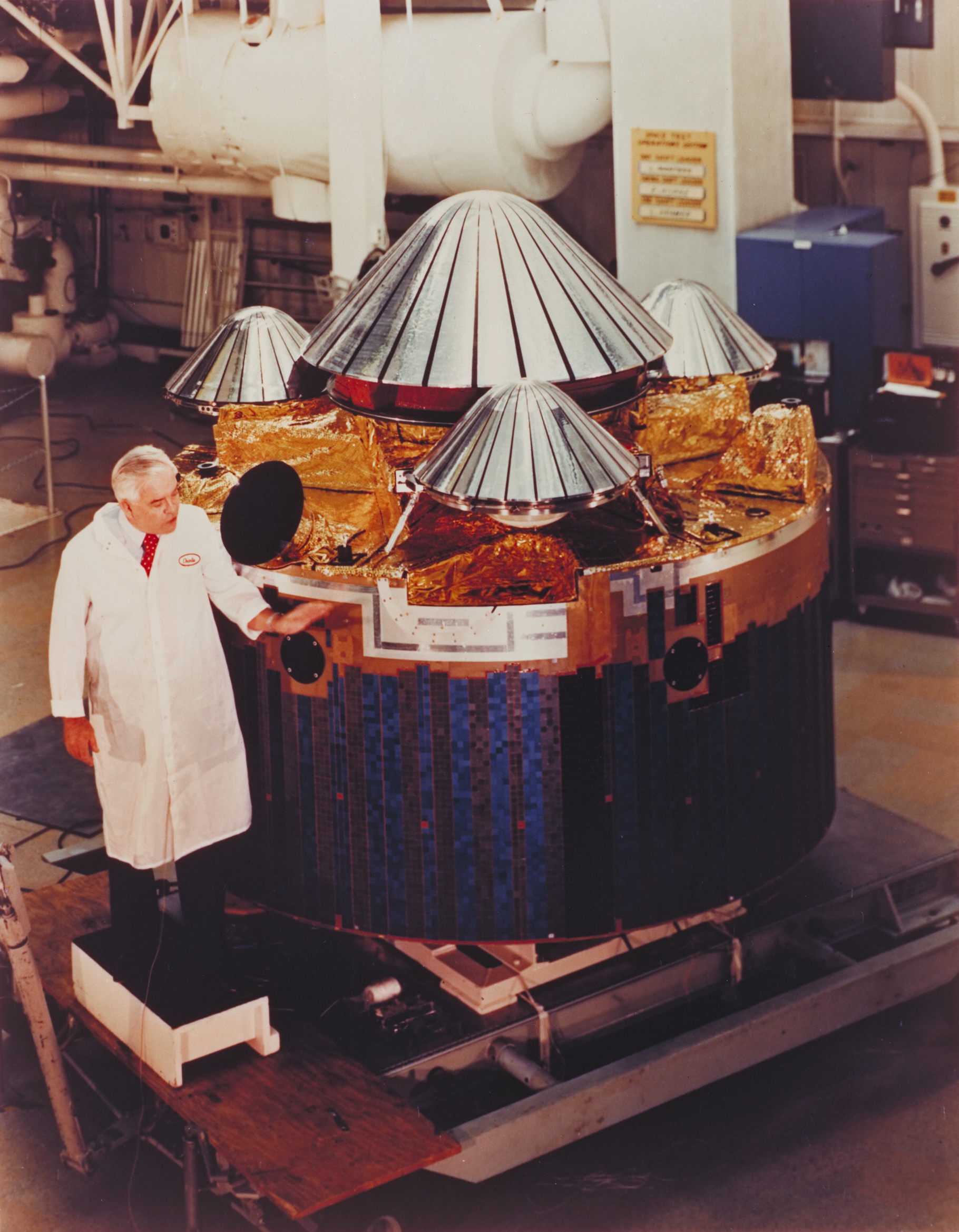
Pioneer Venus 2 avec ses sondes atmosphériques reconnaissables à leur bouclier thermique de forme conique.

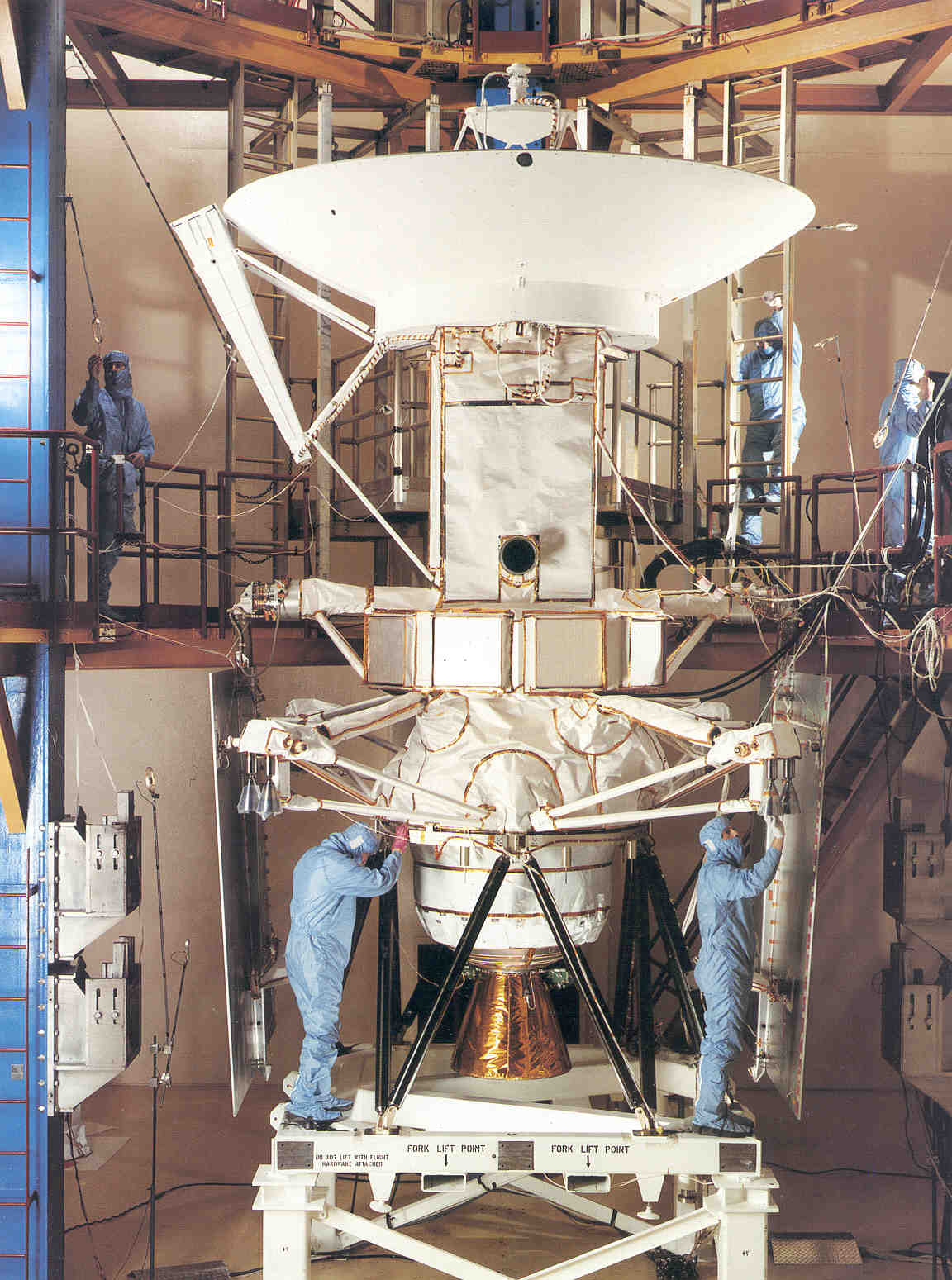
La sonde Magellan peu avant son lancement.

### Pioneer Venus
Le projet Pioneer Venus marque le retour de la NASA à l'étude de Vénus. L'agence spatiale américaine a concentré jusque-là ses efforts sur Mars (Programme Viking) et les planètes externes (Programme Voyager). Après avoir envisagé au début des années 1970 une coopération avec l'agence spatiale européenne de l'époque, l'ESOC, la NASA décide en août 1974 de développer deux sondes spatiales à faible coût en réutilisant la plateforme d'un satellite de télécommunications. Les deux sondes spatiales sont lancées en 1978 à un peu plus de deux mois d'intervalle. Pioneer Venus Orbiter, lancée le 20 mai 1978, est chargée d'étudier Vénus depuis son orbite. La sonde spatiale emporte notamment un petit radar qui permet d'établir la première carte quasi complète de Vénus : 93 % de la surface est cartographiée avec toutefois une résolution limitée à 1 pixel pour 20 km. L'orbiteur survit jusqu'en 1994. La sonde permit d'observer les vents changeants de l'atmosphère vénusienne sur une longue période. Pioneer Venus Multiprobe, lancée le 8 août 1978, doit analyser l'atmosphère de la planète grâce à quatre sondes atmosphériques. Une des trois petites sondes atmosphériques survécut à l'atterrissage sur le sol vénusien qu'elle avait heurté à une vitesse de 35 km/h et continua à émettre durant 67 minutes. C'est la première et la seule sonde américaine à ce jour (2025) à réussir un atterrissage sur Vénus. Les données fournies par les sondes atmosphériques confirment, tout en les précisant, les données obtenues par le programme Venera.

### Magellan
Alors que le programme Pioneer Venus est encore en cours de développement, le centre JPL de la NASA (Jet Propulsion Laboratory) propose de développer une nouvelle mission de cartographie radar en utilisant cette fois un radar à synthèse d'ouverture. Cette technologie, encore en phase de mise au point, est testée avec succès en 1978 par l'agence spatiale américaine avec le lancement du satellite d'observation de la Terre Seasat. La NASA envisage d'utiliser ce type de radar pour la mission vénusienne étudiée par le JPL mais elle doit repousser ce projet car ses moyens financiers limités sont monopolisés par la mise au point de la navette spatiale américaine. Finalement, le projet est réactivé en 1984 mais avec une instrumentation scientifique réduite au seul radar. La sonde Magellan est lancée le 4 mai 1989 par la navette spatiale Atlantis (mission STS-30). La sonde spatiale s'insère sur une orbite elliptique 7 762 × 295 km autour de Vénus le 7 août 1990. Durant les 4 ans que dure la mission, entre 1990 et 1994, la sonde spatiale réalise une cartographie complète et très précise (avec une résolution horizontale inférieure à 100 m) de la surface de la planète. Cette cartographie détaillée révèle d'une part un sol remarquablement jeune géologiquement parlant (de l'ordre de 500 millions d'années), d'autre part l'absence de tectonique des plaques et enfin la présence de milliers de volcans.

## Dernières missions soviétiques
Venera 11 et 12 n'ont pas complètement atteint leurs objectifs du fait de la défaillance des instruments utilisés à la surface de Vénus. Les ingénieurs soviétiques s'emploient à développer des équipements plus résistants à la chaleur. Deux sondes jumelles du nouveau modèle sont lancées avec succès en 1981 : Venera 13 le 30 octobre et Venera 14 le 4 novembre. Les deux atterrisseurs parviennent sur le sol de Vénus et les instruments utilisés durant la descente comme en surface fonctionnent de manière nominale en retournant de nombreuses données sur l'atmosphère et la surface de la planète. Venera 13 fournit la première photo en couleurs de la surface de Vénus.
Les principaux objectifs fixés aux atterrisseurs du programme Venera ayant été atteints, la mission suivante a pour objectif de cartographier Vénus. Une nouvelle version de la sonde vénusienne lourde est développée : l'atterrisseur est remplacé par un radar bistatique, qui est associé à une antenne de grande taille capable de percer la couche nuageuse. Les deux sondes Venera 15 et Venera 16 sont lancées respectivement le 2 juin 1983 et le 7 juin 1983 et, parvenus à proximité de Vénus en octobre 1983, freinent pour se placer sur une orbite polaire (inclinaison de 87,5°) fortement elliptique de 1 000 × 65 000 km qui est parcourue en 24 heures. Le périgée est situé au niveau du 62° de latitude nord. Le plan orbital des deux sondes est décalé de 4° de manière que, si une zone n'a pu être cartographiée par l'une des deux sondes, l'autre puisse effectuer le travail. Les deux sondes soviétiques commencent leur travail les 17 et 22 octobre 1983 et épuisent l'ergol nécessaire au contrôle d'attitude respectivement en mars et fin mai 1985. Les sondes soviétiques ont permis d'établir la première carte détaillée d'une partie de Vénus. La mission a mis en évidence des nouvelles formations typiquement vénusiennes comme les coronae d'origine volcanique ou les tesséras résultant sans doute de la compression de terrains anciens. Ces résultats seront complétés en 1989 par les données produites par la mission radar Magellan de la NASA.
Les deux sondes du programme Vega de 1986 constituent les dernières missions spatiales soviétiques destinées à l'exploration de Vénus et restent en 2024 le dernier succès russe dans le domaine de l'exploration du système solaire. Ce programme a un double objectif : réaliser un survol de la comète de Halley qui effectue cette année-là un retour très attendu à proximité du Soleil et larguer un atterrisseur à la surface de Vénus. Ce dernier est identique à ceux des missions précédentes mais il est accompagné d'un petit ballon-sonde de 25 kg qui a la capacité de transmettre les données de ses instruments durant 48 heures. Deux sondes sont lancées le 15 décembre et le 21 décembre 1984. La partie vénusienne de la mission se déroule conformément à la séquence prévue.

## Période contemporaine

### Venus Express (2006)

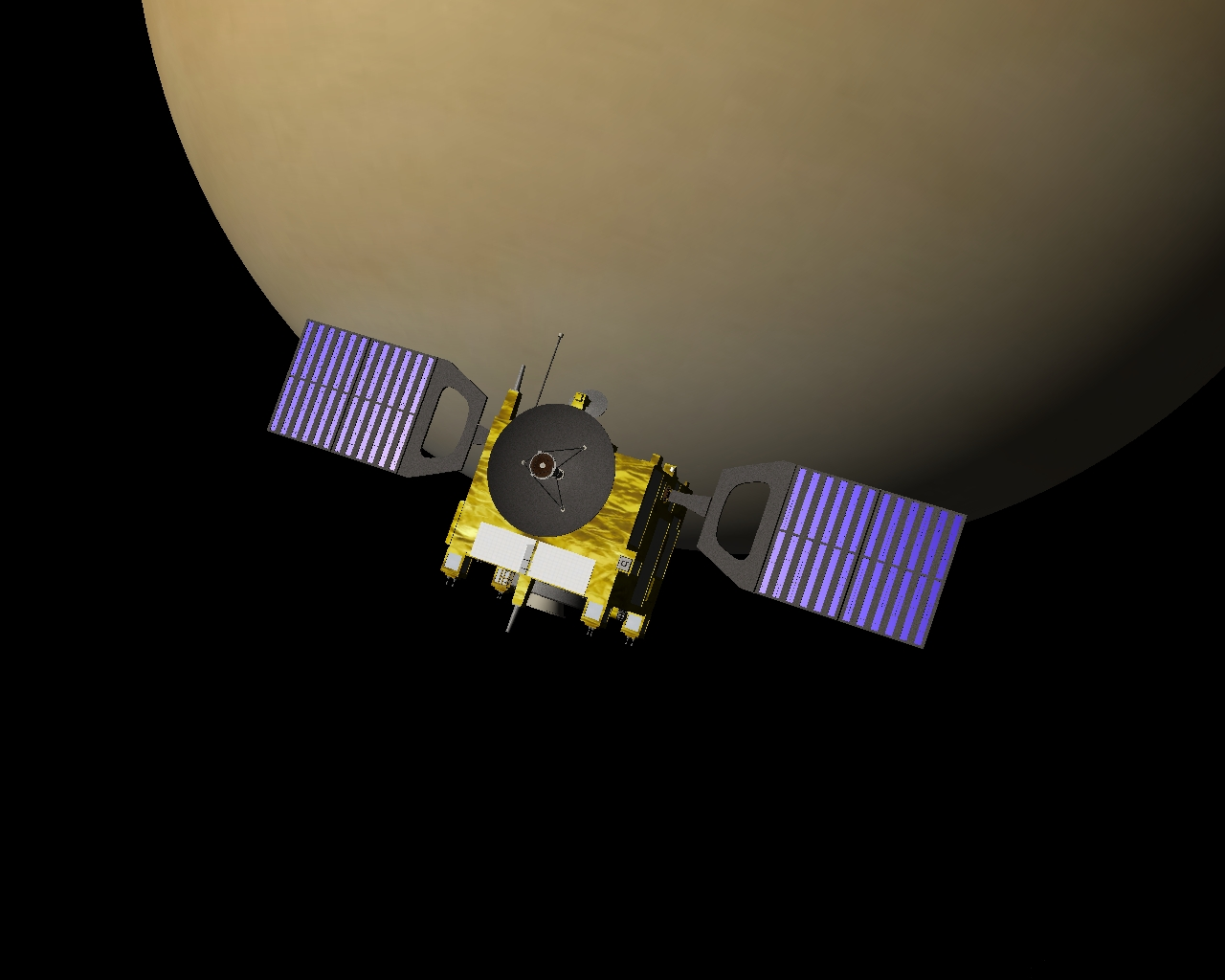
Venus Express en orbite autour de Vénus (vue d'artiste).

La NASA se désintéresse de Vénus et concentre ses missions sur Mars. Près de 20 ans s'écoulent depuis la sonde Magellan sans qu'aucune nouvelle mission soit lancée vers la planète. Venus Express est la première mission de l'Agence spatiale européenne ayant pour objectif l'étude de Vénus. La réutilisation de la plateforme mise au point pour Mars Express et d'instruments existants a permis de construire très rapidement la sonde spatiale à un coût modéré. Lancée en novembre 2005, Venus Express se place en avril 2006 sur une orbite très allongée de 24 heures autour de la planète. Elle collecte des données détaillées sur la structure de la planète, sa chimie et la dynamique de son atmosphère. Elle utilise à cet effet une combinaison d'instruments scientifiques comprenant un spectromètre, un spectro-imageur et une caméra fonctionnant dans des longueurs d'onde allant de l'ultraviolet à l'infrarouge thermique ainsi qu'un analyseur de plasma et un magnétomètre. La mission d'une durée initiale de 500 jours est prolongée à quatre reprises et s'achève en décembre 2015 après épuisement des ergols utilisés pour contrôler l'orientation et maintenir l'altitude de la sonde spatiale. Les instruments de la sonde spatiale ont fourni de nombreux résultats scientifiques.

### Akatsuki (2010)
La sonde spatiale japonaise Akatsuki est un orbiteur dont l'objectif était d'étudier l'atmosphère et plus particulièrement la météorologie de la planète Vénus. La sonde est conçue pour réaliser des observations sur de longues périodes  des processus dynamiques de l'atmosphère. elle dispose de cinq caméras qui réalisent des images dans une gamme étendue de longueurs d'onde allant de l'ultraviolet à l'infrarouge en passant par la lumière visible. Akatsuki circule sur une orbite équatoriale dont la périodicité est proche de celle de la circulation atmosphérique de Vénus  (quatre jours). Ce choix d'orbite permet de suivre de manière continue les phénomènes atmosphériques. Les différentes longueurs d'onde observées par les caméras sont choisies pour étudier les différentes strates et composants de l'atmosphère : une caméra observe les décharges électriques, un radiomètre fonctionnant dans l'infrarouge thermique (10 microns) étudie la structure des nuages situés en haute altitude, un imageur ultraviolet mesure la distribution du dioxyde de soufre et enfin deux caméras fonctionnant en proche infrarouge utilisent cette fenêtre spectrale pour cartographier la surface de la planète et étudier les couches atmosphériques inférieures. Akatsuki est lancée le 20 mai 2010 par une fusée H-IIA. Le 7 décembre 2010, sa manœuvre d'insertion en orbite autour de Vénus échoue à la suite d'une défaillance de sa propulsion. La sonde poursuit depuis sa trajectoire sur une orbite héliocentrique. Bien que la sonde soit privée de sa propulsion principale, la JAXA envisage alors d'effectuer une nouvelle tentative d'insertion lorsque la sonde survolera Vénus en décembre 2015. Cette manœuvre réussit et depuis cette date, la sonde est en orbite autour de la planète. En mars 2024, il est prévu que la sonde continue de fonctionner jusqu'en 2028.

## Des projets ambitieux qui n'aboutissent pas
Au cours des années 2000 et 2010 de nombreux projets ambitieux d'exploration de Vénus sont élaborés mais ne se sont pas retenus. L'étude de Mars, des astéroïdes et comètes, de Mercure et des planètes externes bénéficient d'une priorité supérieure. Le projet le plus ambitieux est Venus Mobile Explorer, une mission de la NASA de la classe Flagship (coût de plusieurs milliards de dollars) proposé en 2009. La sonde spatiale comporte un atterrisseur qui, après avoir effectué une analyse du sol sur son premier lieu d'atterrissage, reprend de l'altitude et après avoir survolé une dizaine de kilomètres en faisant marcher ses instruments scientifiques, se pose une deuxième fois pour analyser une deuxième zone de terrain. Venus In-Situ Explorer est une mission moins ambitieuse bien qu'elle prévoit également d'analyser l'atmosphère de Vénus et des échantillons de son sol. Elle a fait partie des projets proposés en 2010 dans le cadre du programme New Frontiers de la NASA (mission de moins de 1 milliard de dollars). La mission devrait être à nouveau proposée en 2016. Enfin, Venera-D est une mission proposée par la Russie, dont l'architecture a été plusieurs fois modifiée et dont le lancement est régulièrement repoussé (en 2021, la date de lancement proposée est 2029). Dans sa dernière version qui résulte d'une collaboration avec la NASA, elle comprend un orbiteur, une sonde atmosphérique qui doit survivre environ 3 heures sur le sol et un mini-atterrisseur (LISSE) développé par la NASA dont l'objectif est de survivre 60 jours. Mais la priorité de ce projet n'est pas élevée,.

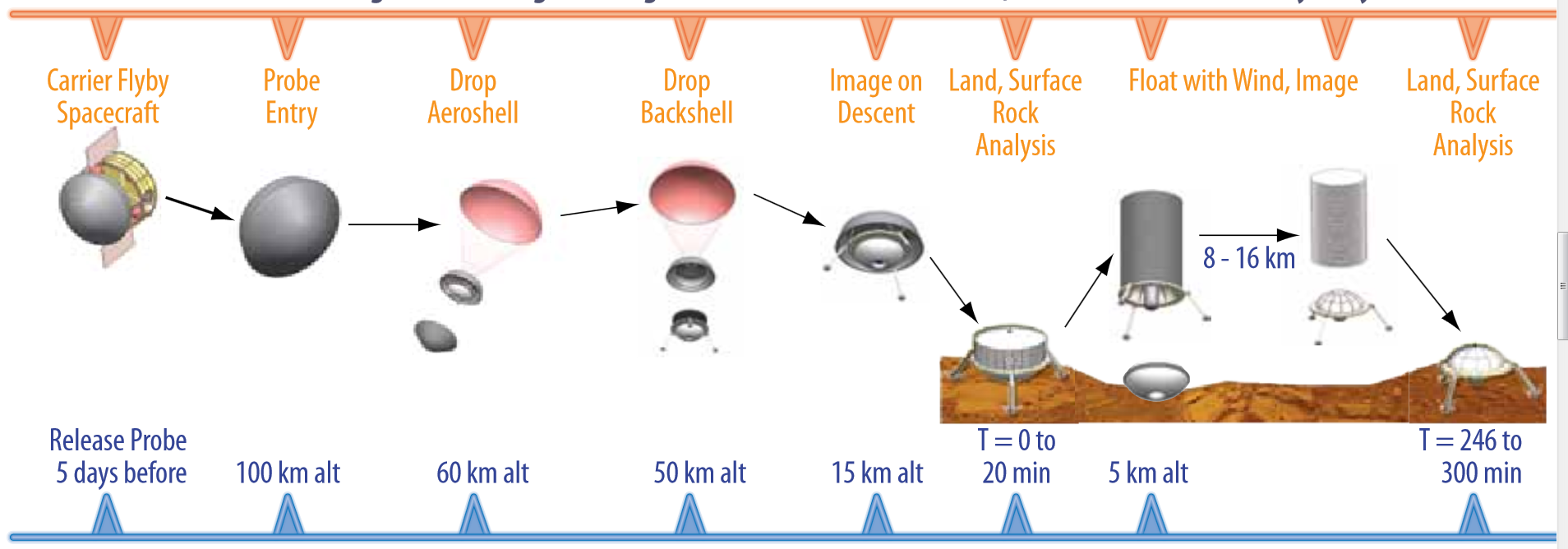
Déroulement de la mission Venus Mobile Explorer restée à l'état de projet.

## Futures missions

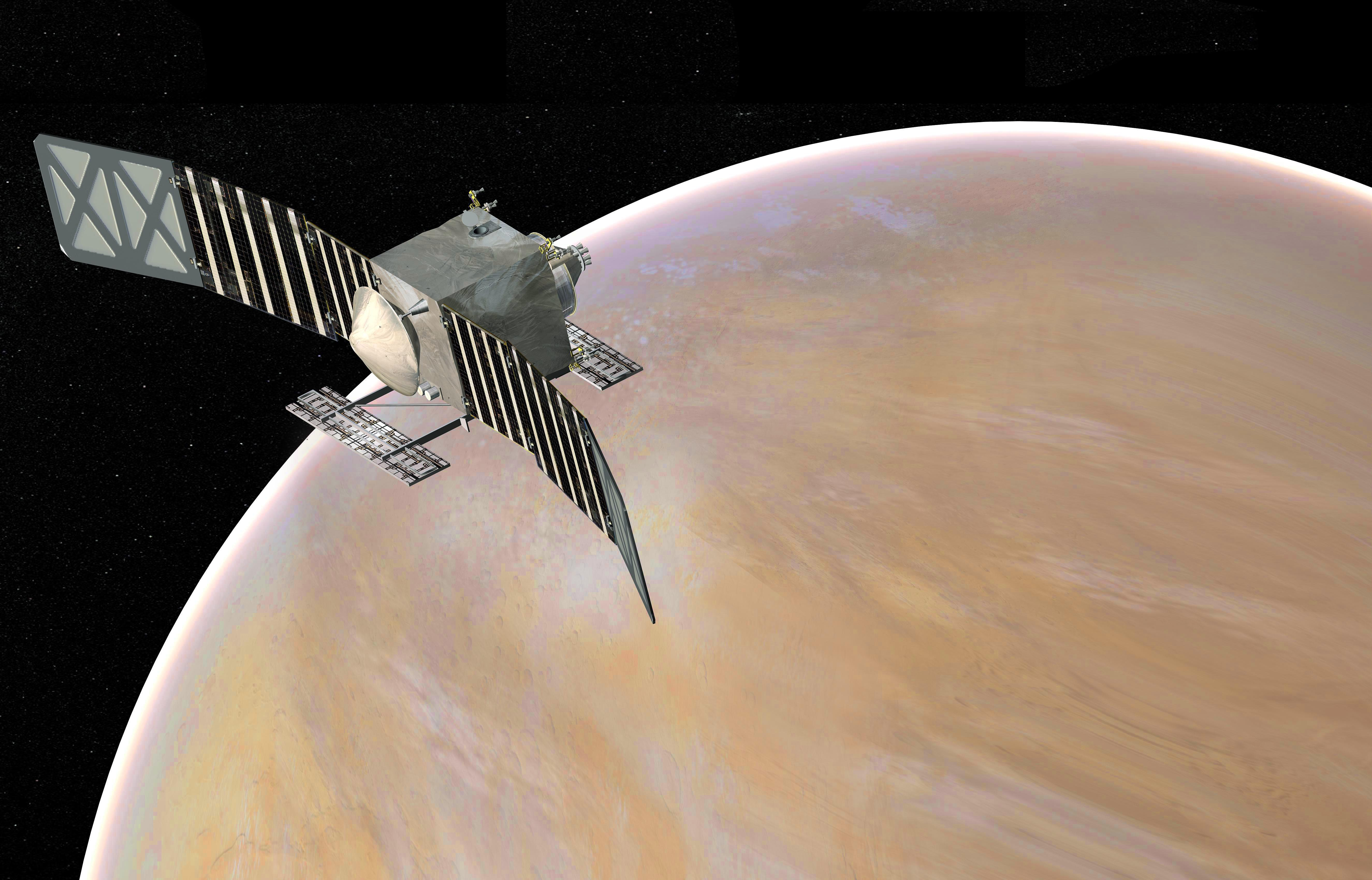
La mission Veritas (vue d'artiste).

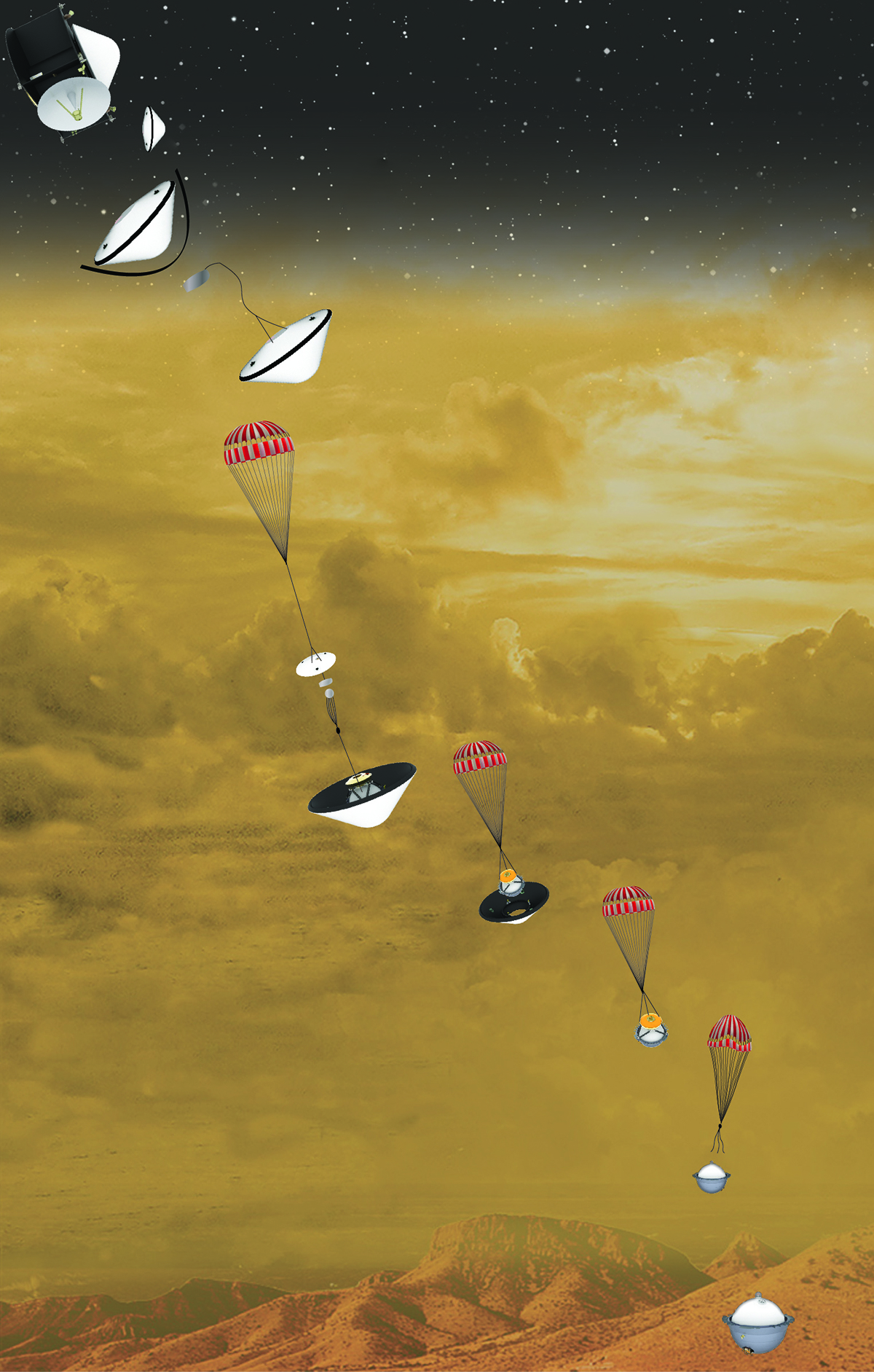
Les étapes de la descente de la capsule de la sonde atmosphérique DAVINCI vers le sol de Vénus.

Après pratiquement deux décennies sans nouveau projet, trois missions sont simultanément retenues par la NASA et l'Agence spatiale européenne. En juin 2021, la NASA sélectionne deux missions à destination de Vénus. Depuis que la sonde américaine Magellan a cartographié Vénus à l'aide de son radar, la seule méthode permettant de percer les nuages, la technique a beaucoup progressé : alors que la résolution du radar de Magellan était de 150 mètres, on peut aujourd'hui atteindre le mètre. Par ailleurs les progrès techniques ont permis de faire progresser les performances des instruments. Deux missions sont proposées dans le cadre du programme Discovery qui porte sur des missions à bas coût (environ 500 millions €). Après un premier échec en 2017,. Elles sont toutes deux sélectionnées en 2021 pour un lancement prévu vers 2029. Ces missions sont :
- DAVINCI  doit larguer une sonde atmosphérique dans l'atmosphère de Vénus qui  collectera au cours de sa descente vers le sol d'une durée de 63 minutes, des données sur la composition de l'atmosphère et prendra des photos des tesserae, des formations géologiques spécifiques à la planète[37].
- VERITAS est un orbiteur qui doit cartographier la planète Vénus à l'aide d'un radar et déterminer la composition de l'ensemble de sa surface[38].

A la même époque l'Agence spatiale européenne évalue le projet EnVision proposé  dans le cadre de son programme Cosmic Vision. L'objectif de cet orbiteur est d'effectuer une cartographie radar haute résolution de la surface tout en étudiant  l'atmosphère de Vénus grâce à une série de spectromètres infrarouge et ultraviolet. EnVision fait partie des trois projets pré-sélectionnés en mai 2018 pour la mission à coût moyen M5 du programme scientifique de l'ESA avec un lancement prévu en 2032. La mission est finalement retenue en juin 2021.

## Historique des missions

### Liste des missions vénusiennes
Vénus est survolée à de nombreuses reprises par des sondes spatiales qui utilisent la planète pour effectuer une manœuvre d'assistance gravitationnelle qui leur permet soit de se rapprocher du Soleil (Étude du Soleil et de Mercure) soit, au contraire, de s'éloigner de celui-ci et se diriger vers les planètes externes. Lors du survol, les instruments de ces sondes spatiales sont parfois utilisés pour collecter des données sur Vénus.
| Sonde spatiale           | Agence / Pays | Date de lancement - fin de mission | Type                                       | Statut                 | Notes | Référence                                                                             |
| ------------------------ | ------------- | ---------------------------------- | ------------------------------------------ | ---------------------- | --- | ------------------------------------------------------------------------------------- |
| Spoutnik 7               | URSS          | 4 février 1961                     | Atterrisseur                               | Échec                  | Échoue à quitter l'orbite terrestre                                                                                     |                                                                                       |
| Venera 1                 | URSS          | 12 février 1961                    | Survol                                     | Échec                  | Contact perdu 7 jours après le lancement. Première tentative de survol d'une planète                                    |                                                                                       |
| Mariner 1                | NASA          | 22 juillet 1962                    | Survol                                     | Échec                  | Anomalie dans le contrôle d'orientation peu après le lancement                                                          |                                                                                       |
| Spoutnik 19              | URSS          | 25 août 1962                       | Atterrisseur                               | Échec                  | Ne parvient pas à quitter l'orbite terrestre                                                                            |                                                                                       |
| Spoutnik 20              | URSS          | 1er septembre 1962                 | Atterrisseur                               | Échec                  | Ne parvient pas à quitter l'orbite terrestre                                                                            |                                                                                       |
| Spoutnik 21 (en)         | URSS          | 12 septembre 1962                  | Survol                                     | Échec                  | Explosion du 3e étage du lanceur                                                                                        |                                                                                       |
| Mariner 2                | NASA          | 14 décembre 1962                   | Survol                                     | Mission achevée        | Premier survol de Vénus. Distance minimum 34 773 km                                                                     |                                                                                       |
| Cosmos 21 (en)†          | URSS          | 11 novembre 1963                   | Survol ?                                   | Échec                  | Ne parvient pas à quitter l'orbite terrestre                                                                            |                                                                                       |
| Venera 1964A (en)†       | URSS          | 19 février 1964                    | Survol                                     | Échec                  | Ne parvient pas à atteindre l'orbite terrestre                                                                          |                                                                                       |
| Venera 1964B†            | URSS          | 1er mars 1964                      | Survol                                     | Échec                  | Ne parvient pas à atteindre l'orbite terrestre                                                                          |                                                                                       |
| Cosmos 27 (en)           | URSS          | 27 mars 1964                       | Survol                                     | Échec                  | Ne parvient pas à quitter l'orbite terrestre                                                                            |                                                                                       |
| Zond 1                   | URSS          | 2 avril 1964                       | Survol et atterrisseur possible            | Échec                  | Contact perdu durant le transit vers Vénus                                                                              |                                                                                       |
| Cosmos 96                | URSS          | 23 novembre 1965                   | Atterrisseur                               | Échec                  | Ne parvient pas à quitter l'orbite terrestre S'est écrasé sur Terre en 1965 au Canada.                                  |                                                                                       |
| Venera 1965A (en)†       | URSS          | 26 novembre 1965                   | Survol                                     | Échec                  | Ne parvient pas à quitter l'orbite terrestre (échec du lanceur)                                                         |                                                                                       |
| Venera 2                 | URSS          | 27 février 1966                    | Survol                                     | Échec                  | Cesse de fonctionner durant le transit vers Vénus                                                                       |                                                                                       |
| Venera 3                 | URSS          | 1er mars 1966                      | Atterrisseur                               | Échec                  | Contact perdu durant le transit vers Vénus                                                                              |                                                                                       |
| Cosmos 167 (en)          | URSS          | 17 juin 1967                       | Atterrisseur                               | Échec                  | Ne parvient pas à quitter l'orbite terrestre                                                                            |                                                                                       |
| Venera 4                 | URSS          | 18 octobre 1967                    | Sonde atmosphérique                        | Mission achevée        | Fonctionne jusqu'à 25 km d'altitude                                                                                     |                                                                                       |
| Mariner 5                | NASA          | 19 octobre 1967                    | Survol                                     | Mission achevée        | Distance minimum 5 000 km                                                                                               |                                                                                       |
| Venera 5                 | URSS          | 16 mai 1969                        | Sonde atmosphérique                        | Mission achevée        | |                                                                                       |
| Venera 6                 | URSS          | 17 mai 1969                        | Sonde atmosphérique                        | Mission achevée        | |                                                                                       |
| Cosmos 359               | URSS          | 22 août 1970                       | Atterrisseur ?                             | Échec                  | Ne parvient pas à quitter l'orbite terrestre                                                                            |                                                                                       |
| Venera 7                 | URSS          | 15 décembre 1970                   | Atterrisseur                               | Mission achevée        | Premier atterrissage réussi sur une planète. Signaux émis de la surface pendant 23 minutes                              |                                                                                       |
| Cosmos 482               | URSS          | 31 mars 1972                       | Atterrisseur ?                             | Échec                  | Ne parvient pas à quitter l'orbite terrestre Devrait rentrer sur Terre autour du 10 mai 2025.                           |                                                                                       |
| Venera 8                 | URSS          | 22 juillet 1972                    | Atterrisseur                               | Mission achevée        | Signaux émis depuis la surface pendant 50 minutes                                                                       |                                                                                       |
| Mariner 10               | NASA          | 5 février 1974                     | Survol                                     | Mission achevée        | En route vers Mercure. Première manœuvre d'assistance gravitationnelle d'une sonde spatiale. Distance minimum 5 768 km. |                                                                                       |
| Venera 9                 | URSS          | 8 juin 1975                        | Orbiteur, Atterrisseur                     | Mission achevée        | Premières images de la surface de Vénus                                                                                 | ,                                                                                     |
| Venera 10                | URSS          | 1975                               | Orbiteur et Atterrisseur                   | Mission achevée        | |                                                                                       |
| Pioneer Venus Orbiter    | NASA          | 4 décembre 1978 ;– 1992            | Orbiteur                                   | Mission achevée        | |                                                                                       |
| Pioneer Venus Multiprobe | NASA          | 9 décembre 1978                    | 3 sondes atmosphériques                    | Mission achevée        | Une des sondes continue d'émettre depuis la surface pendant plus d'une heure                                            | , , ,                                                                                 |
| Venera 12                | URSS          | 21 décembre 1978                   | Atterrisseur                               | Mission achevée        | Panne de certains instruments                                                                                           | ,                                                                                     |
| Venera 11                | URSS          | 25 décembre 1978                   | Atterrisseur                               | Mission achevée        | Panne de certains instruments                                                                                           | ,                                                                                     |
| Venera 13                | URSS          | 1er mars 1982                      | Atterrisseur                               | Mission achevée        | 127 minutes de durée de vie sur la surface                                                                              |                                                                                       |
| Venera 14                | URSS          | 5 mars 1982                        | Atterrisseur                               | Mission achevée        | 57 minutes de durée de vie sur la surface                                                                               |                                                                                       |
| Venera 15                | URSS          | 1983–1984                          | Orbiteur                                   | Mission achevée        | Imagerie radar |                                                                                       |
| Venera 16                | URSS          | 1983–1984                          | Orbiteur                                   | Mission achevée        | Imagerie radar |                                                                                       |
| Vega 1                   | URSS          | 11 juin 1985                       | Survol, Atterrisseur, Ballon atmosphérique | Mission achevée        | Sonde à destination de la comète de Halley. Instruments de l'atterrisseur déployés prématurément                        | ,                                                                                     |
| Vega 2                   | URSS          | 15 juin 1985                       | Survol, Atterrisseur, Ballon atmosphérique | Mission achevée        | Sonde à destination de la comète de Halley                                                                              | ,                                                                                     |
| Galileo                  | NASA          | 10 février 1990                    | Survol                                     | Mission achevée        | En route vers Jupiter. Distance minimum 16 000 km.                                                                      |                                                                                       |
| Magellan                 | NASA          | 10 août 1990 – 12 octobre 1994     | Orbiteur                                   | Mission achevée        | Fournit des images radar de 98 % de la surface                                                                          |                                                                                       |
| Cassini-Huygens          | NASA ESA ASI  | 26 avril 1998 et 24 juin 1999      | Survol                                     | Mission achevée        | En route vers Saturne. Assistance gravitationnelle.                                                                     |                                                                                       |
| Venus Express            | ESA           | 11 avril 2006 – 16 décembre 2014   | Orbiteur                                   | Mission achevée        | Étude détaillée de l'atmosphère. Cartographie complète des températures de surface.                                     |                                                                                       |
| MESSENGER                | NASA          | 24 octobre 2006 et 5 juin 2007     | Survol                                     | Mission achevée        | En route vers Mercure. Assistance gravitationnelle. 2 990 et 300 km. Assistance gravitationnelle uniquement.            |                                                                                       |
| Akatsuki                 | JAXA          | 20 mai 2010                        | Orbiteur                                   | Mission en cours       | Mise en orbite manquée en 2010, réussie en décembre 2015                                                                |                                                                                       |
| Parker Solar Probe       | NASA          | 3 octobre 2018 (1er survol)        | Survols                                    | Mission en cours       | En route vers orbite solaire rapprochée. Assistance gravitationnelle. 7 survols entre 2018 et 2024                      |                                                                                       |
| BepiColombo              | ESA JAXA      | 12 octobre 2020 (1er survol)       | Survols                                    | Mission en cours       | En route vers Mercure. Assistance gravitationnelle. 2 survols en 2020 et 2021                                           |                                                                                       |
| Solar Orbiter            | ESA NASA      | 26 décembre 2020 (1er survol)      | Survols                                    | Mission en cours       | En route vers orbite solaire rapprochée. Assistance gravitationnelle. 8 survols entre 2020 et 2030.                     |                                                                                       |
| DAVINCI+                 | NASA          | 2014                               | Sonde atmosphérique et orbiteur            | Développement en cours | vers 2029 | Discovery 13 et 14 : non sélectionnée (2017) Discovery 15 et 16 : sélectionnée (2021) |
| VERITAS                  | NASA          | 2014                               | Orbiteur                                   | Développement en cours | vers 2029 | Discovery 13 et 14 : non sélectionnée (2017) Discovery 15 et 16 : sélectionnée (2021) |
| EnVision                 | ESA           | 2015 (proposition à l'ESA)         | Orbiteur                                   | Développement en cours | début décennie 2030 | Cosmic Vision mission M5 : sélectionnée (2021)                                        |

### Projets à l'étude ou abandonnés
| Projet                                               | Agence spatiale | Date initialisation projet   | Type mission                                  | Statut          | Date lancement prévue                    | Programme spatial lié                                      |
| ---------------------------------------------------- | --------------- | ---------------------------- | --------------------------------------------- | --------------- | ---------------------------------------- | ---------------------------------------------------------- |
| Shukrayaan-1                                         | ISRO            | 2015                         | Orbiteur                                      | A l'étude       | vers 2025/2026                           |                                                            |
| Venera-D                                             | Roscosmos       | 2003                         | Orbiteur, sonde atmosphérique et atterrisseur | A l'étude       | ≥2029                                    |                                                            |
| Venus Entry Probe / European Venus Explorer (EVE)    | ESA             | 2005                         | 2 orbiteurs et 1 sonde atmosphérique          | Non sélectionné |                                          |                                                            |
| Venus Mobile Explorer                                | NASA            | 2009                         | Atterrisseur                                  | Non sélectionné |                                          | New Frontiers mission 4 : non sélectionnée (2019)          |
| VISE                                                 | NASA            | 2003                         | Atterrisseur                                  | Non sélectionné |                                          | New Frontiers missions 2, 3 et 4 : non sélectionnée (2019) |
| SAGE                                                 | NASA            | 2008                         | Atterrisseur                                  | Non sélectionné |                                          |                                                            |
| VISAGE (en)                                          | NASA            | 2017 (proposition à la NASA) | Atterrisseur                                  | Non sélectionné |                                          | New Frontiers mission 4 : non sélectionnée (2019)          |
| Venus Origins Explorer (VOX) (en)                    | NASA            | 2017 (proposition à la NASA) | Atterrisseur                                  | Non sélectionné |                                          | New Frontiers mission 4 : non sélectionnée (2019)          |
| Venus In situ Composition Investigations (VICI) (en) | NASA            | 2017 (proposition à la NASA) | Atterrisseur                                  | Non sélectionné |                                          | New Frontiers mission 4 : non sélectionnée (2019)          |
| Venus Landsailing Rover (Zephyr (en))                | NASA            | 2012                         | Atterrisseur + orbiteur                       | Avant projet    | 2039 si sélectionné                      |                                                            |
| Venus Atmospheric Maneuverable Platform (en) (VAMP)  | NASA            | 2013                         | Ballon atmosphérique                          | Avant projet    | Peut-être lancé avec la mission Venera-D |                                                            |

### Sources et bibliographie
Synthèse
- (en) F.W. Taylor, The scientific exploration of Venus, New York, Cambridge University Press, 2014, 295 p. (ISBN 978-1-107-02348-2, lire en ligne)
- (en) Thomas Widemann, Sue Smrekar, James Garvin et al., « Venus Evolution Through Time: Key Science Questions, Selected Mission Concepts and Future Investigations », Space Science Reviews, vol. 219, no 56,‎ 3 octobre 2023 (DOI 10.1007/s11214-023-00992-w )

Ouvrages sur l'ensemble des missions
- (en) Brian Harvey, Russian Planetary Exploration : History, Development, Legacy and Prospects, Berlin, Springer Praxis, 2007, 351 p. (ISBN 978-0-387-46343-8, lire en ligne)Historique des missions interplanétaires russes des débuts jusqu'en 2006
- (en) Paolo Ulivi et David M Harland, Robotic Exploration of the Solar System Part 1 The Golden Age 1957-1982, Chichester, Springer Praxis, 2007, 534 p. (ISBN 978-0-387-49326-8)Description détaillée des missions (contexte, objectifs, description technique, déroulement, résultats) des sondes spatiales lancées entre 1957 et 1982.
- (en) Paolo Ulivi et David M Harland, Robotic Exploration of the Solar System Part 2 Hiatus and Renewal 1983-1996, Chichester, Springer Praxis, 2009, 535 p. (ISBN 978-0-387-78904-0)Description détaillée des missions (contexte, objectifs, description technique, déroulement, résultats) des sondes spatiales lancées entre 1983 et 1996.
- (en) Paolo Ulivi et David M. Harland, Robotic exploration of the solar system : Part 4 : the Modern Era 2004-2013, Springer Praxis, 2014, 567 p. (ISBN 978-1-4614-4811-2)

Les sondes spatiales soviétiques
- (en) Wesley T. Huntress et Mikhail Ya. Marov, Soviet robots in the Solar System : missions technologies and discoveries, New York, Springer Praxis, 2011, 453 p. (ISBN 978-1-4419-7898-1, lire en ligne)
- (en) Brian Harvey et Olga Zakutnayaya, Russian space probes : scientific discoveries and future missions, Springer Praxis, 2011 (ISBN 978-1-4419-8149-3)
- (en) Boris Chertok, Rockets and People volume 2 creating a rocket industry, NASA History series, 2006
- (en) Boris Chertok, Rockets and People volume 3, NASA History series, 2006
- (en) Andrew J. Ball, James R.C. Garry, Ralph D. Lorenz et Viktor V. Kerzhanovichl, Planetary Landers and entry Probes, Cambridge University Press, 2007 (ISBN 978-0-521-12958-9)
- (en) Asif A. Siddiqi, The soviet space race with Apollo, University Press of Florida, 1996, 489 p. (ISBN 978-0-8130-2628-2)

Documents du groupe de travail VEXAG (Venus Exploration Analysis Group) de la NASA
- (en) VEXAG, Goals, Objectives, and Investigations for Venus Exploration, NASA, mai 2014, 17 p. (lire en ligne [PDF])Objectifs et priorités du programme spatial vénusien de la NASA définis en 2014.
- (en) VEXAG, Roadmap for Venus Exploration, NASA, mai 2014, 17 p. (lire en ligne [PDF])Trajectoire du programme spatial vénusien de la NASA définis en 2014.
- (en) VEXAG, Venus Technology Plan, NASA, mai 2014, 28 p. (lire en ligne [PDF])Développement des technologies nécessaires pour réaliser les missions du programme spatial vénusien de la NASA définis en 2014.
- (en) VEXAG, Venus Exploration Themes, NASA, mai 2014, 26 p. (lire en ligne [PDF])Histoire du programme spatial vénusien, concepts de mission évalués par la NASA.

Résultats scientifiques
- Peter Bond (trad. de l'anglais par Nicolas Dupont-Bloch), L'exploration du système solaire [« exploring the solar system »], Paris/Louvain-la-Neuve, De Boeck, 2014 (1re éd. 2012), 462 p. (ISBN 978-2-8041-8496-4, lire en ligne)
- (en) W.T. Kasprzak, The Pioneer Venus Orbiter : 11 years of data, NASA, 1990Synthèse des résultats obtenus par la mission Pioneer Venus Orbiter

#### Vénus
- Vénus
- Atmosphère de Vénus

#### Missions d'exploration de Vénus
- Venus Express Mission de l'agence spatiale européenne
- Programme Vega
- Mariner 2 Premier survol réussi de Vénus
- Magellan Mission de cartographie de Vénus lancée par la NASA
- Programme Venera
- Colonisation de Vénus